# Мостовой, Пётр Михайлович
Мостово́й Пётр Миха́йлович (род. 22 января 1938, Владивосток) — советский и российско-израильский кинематографист, педагог.

## Биография
Отец будущего режиссёра — Михаил Яковлевич Мостовой (1912—1987), командир Красной Армии, в молодые годы служил на Дальнем Востоке. Ему было 24 года, когда, приехав в отпуск к родственникам в Одессу, он познакомился с Таней Ольшанской. Пара переехала во Владивосток, где 22 января 1938 года у них родился сын Пётр.
В 1955 году, после окончания средней школы и музыкальной школы, Пётр Мостовой поступил на физический факультет Ленинградского Электротехнического института. В 1961 году, закончив институт, стал работать в Научно исследовательском институте радиовещательного приема и акустики  (Ленинград).
После любительского фильма «Живая вода», принесшего ему множество международных призов, оставил научную карьеру и в 1965 году поступил во Всесоюзный Государственный институт кинематографии (ВГИК) . Одновременно начал работать на Ленинградской студии кинохроники. Здесь он снял как оператор свои первые фильмы — «Взгляните на лицо» (1966) и «Маринино житье» (1966). Через год дебютировал как режиссёр, сняв фильм «Всего три урока» (1968). Эти картины стали классикой, а Петр Мостовой вошел в историю документального кино, как один из создателей так называемой «ленинградской волны», которую подняли своими фильмами он и его коллеги — Павел Коган, Михаил Литвяков, Семен Аранович, Валерий Гурьянов, Михаил Масс. Это было уникальное явление для советского кинематографа тех лет.
В творческой биографии Мостового более 40 документальных и 2 художественных телевизионных фильма (один из которых пятисерийный).
В 1970 году на Варшавской студии документальных фильмов по приглашению министра кинематографии Польши снял как режиссёр фильм «Мастер Белковский и товарищи». С 1970 по 1976 год работал как режиссёр и сценарист на киностудиях Москвы и Ленинграда.
C 1971 года является членом Союза кинематографистов (Москва).
В 1977 был принят режиссёром на Центральную студию документальных фильмов (ЦСДФ) в Москве. В конце 80-х — начале 90-х гг возглавлял киностудию «Риск» (Москва) и творческую мастерскую на Высших режиссёрских курсах в Москве, преподавал в Норвежском институте кино в Осло.
Был членом жюри Международных кинофестивалей в Ньоне (Швейцария, 1992), Лейпциге (2002), Кракове (2003), Санкт-Петербурге (2003), Варшаве (2007), Пловдиве (2007). Персональные ретроспективы его фильмов состоялись в Софии (Болгария, 1973), Гримстаде (Норвегия, 1991), де Байя (Бразилия, 1992), Монтевидео (Уругвай, 1992).
С 1993 года живёт и работает в Израиле.
В 1994—1996 годах работал режиссёром-фрилансером на 1-м канале Израильского телевидения в программах «Мабат шени» («Другой взгляд») и «Иёман» (Дневник), с 1996 по 2000 год — режиссёром на Телеканале «Хинухит» — в передачах «Ракурс» и «Визави».
В 2000—2003 годах состоял членом Совета по кино Министерства науки, культуры и спорта Израиля. С 2007 по настоящее время — член тарификационной комиссии творческих работников Министерства Алии и интеграции Израиля. В Израиле снял несколько документальных фильмов. Один из них — «Сцена» (2005) — об артистах-репатриантах из бывшего СССР, мечтающих найти работу по профессии. Премьерные показы фильма состоялись в Тель-Авиве, Москве и Берлине. Фильм демонстрировался на 10-ти международных кинофестивалях — в Португалии, Польше, Германии, Мексике, России, Израиле, Болгарии, Швеции и принёс ему целое созвездие кинематографических призов.
В 2020 году завершил работу над фильмом «Красный шарф».

### Оператор
- 1966 — Взгляните на лицо
- 1966 — Маринино житье

### Режиссёр
- 1968 — Всего три урока
- 1968 — Военной музыки оркестр (совм с П. Коганом)
- 1970 — Мастер Белковский
- 1972 — Я – гражданин Советского Союза (совм. с Александром Шейном)
- 1978 — Дом строится (совм. с П. Коганом)
- 1979 — Свидание
- 1990 — Одна из многих блуждающих звезд
- 1990 — Жизнь прекрасна
- 1994 — Бах в сандалиях
- 2005 — Сцена
- 2020 — Красный шарф (продюсер, сценарист совместно с Владимиром Бейдером)

## Награды
- Лавровая ветвь (2005, 2014)[1][7]
- Премия им. Юрия Штерна, Израиль (2009)[8]
- «Золотой Голубь», Лейпциг (1968)
- Гран-При «Золотой Дракон», Краков (1969)[9]
- «Бронзовый Лайконик», Краков (1970)
- Приз Евангелистских Церквей ИНТЕРФИЛЬМ, Оберхаузен (1991)
- Гран-При «Золотой ларец», Пловдив (2006)
- Приз «Серебряный Феникс» Варшава (2006)[10][11]
- Специальный приз «Киноглаз/Movie Eye», Москва (2006)
- Специальный приз имени П. Когана, Санкт-Петербург (2006)
- Серебряный приз, Стокгольм (2007)